# Xotodon
Xotodon è un genere estinto di mammiferi notoungulati, appartenente ai tossodonti. Visse tra il Miocene superiore e il Pliocene inferiore (circa 8 - 4 milioni di anni fa) e i suoi resti fossili sono stati ritrovati in Sudamerica.

## Descrizione
Come tutti i suoi stretti parenti, anche Xotodon era un animale dalla corporatura massiccia e di gran mole; si suppone che potesse raggiungere la taglia di un rinoceronte. Xotodon era dotato di un cranio alto e stretto, con un palato stretto e incisivi sporgenti e ricurvi. La mandibola era profonda e dotata di una sinfisi alta. Xotodon possedeva alcune caratteristiche distintive riguardanti la dentatura e la mandibola, come i molari superiori con ectolofo concavo e una sola piega linguale, i molari inferiori con una piega anteriore disposta mesialmente rispetto all'ipoflexide, un profilo laterale sigmoidale del muso e una banda di smalto continua sul terzo molare. Il primo premolare superiore era a forma di mezzaluna con convessità labiale, ed era dotato di uno strato di smalto sia labialmente che lingualmente; anche il secondo premolare era convesso labialmente. 

## Classificazione
Il genere Xotodon venne istituito da Florentino Ameghino nel 1887, per includere la specie Toxodon foricurvatus, descritta dallo stesso Ameghino due anni prima e proveniente da terreni del Miocene superiore dell'Argentina. Oltre alla specie tipo Xotodon foricurvatus, a questo genere sono state poi ascritte altre specie (X. caravela, X. catamarcensis, X. maimarensis, X. major, X. cristatus, X. doellojuradi), tutte provenienti da terreni del Mio-Pliocene dell'Argentina. In particolare X. maimairensis si differenziava soprattutto per alcune caratteristiche della mandibola, con una sinfisi allungata e stretta e carene labiali rigonfie che delimitavano regioni laterali fortemente concave, mentre X. caravela era caratterizzato da una regione anteriore del cranio priva di costrizioni laterali. 
Xotodon (il cui nome è un anagramma del più noto Toxodon) è un membro dei tossodontidi, un gruppo di notoungulati tossodonti di grosse dimensioni e dalla corporatura massiccia. In particolare, sembra che Xotodon fosse un genere ancestrale al gruppo dei tossodontidi più derivati, ma già piuttosto specializzato. Affine a questo animale era Nonotherium.